# Barychelus
Barychelus là một chi nhện trong họ Barychelidae.

## Các loài
Het geslacht kent de volgende soorten:
- Barychelus badius Simon, 1889
- Barychelus complexus Raven, 1994